# Thousand Island Park (Nueva York)
Thousand Island Park es un lugar designado por el censo ubicado en el condado de Jefferson en el estado estadounidense de Nueva York. En el año 2010 tenía una población de 31 habitantes.

## Geografía
Thousand Island Park se encuentra ubicado en las coordenadas 44°17′19.04″N 76°1′32.66″O / 44.2886222, -76.0257389.